# Octabin

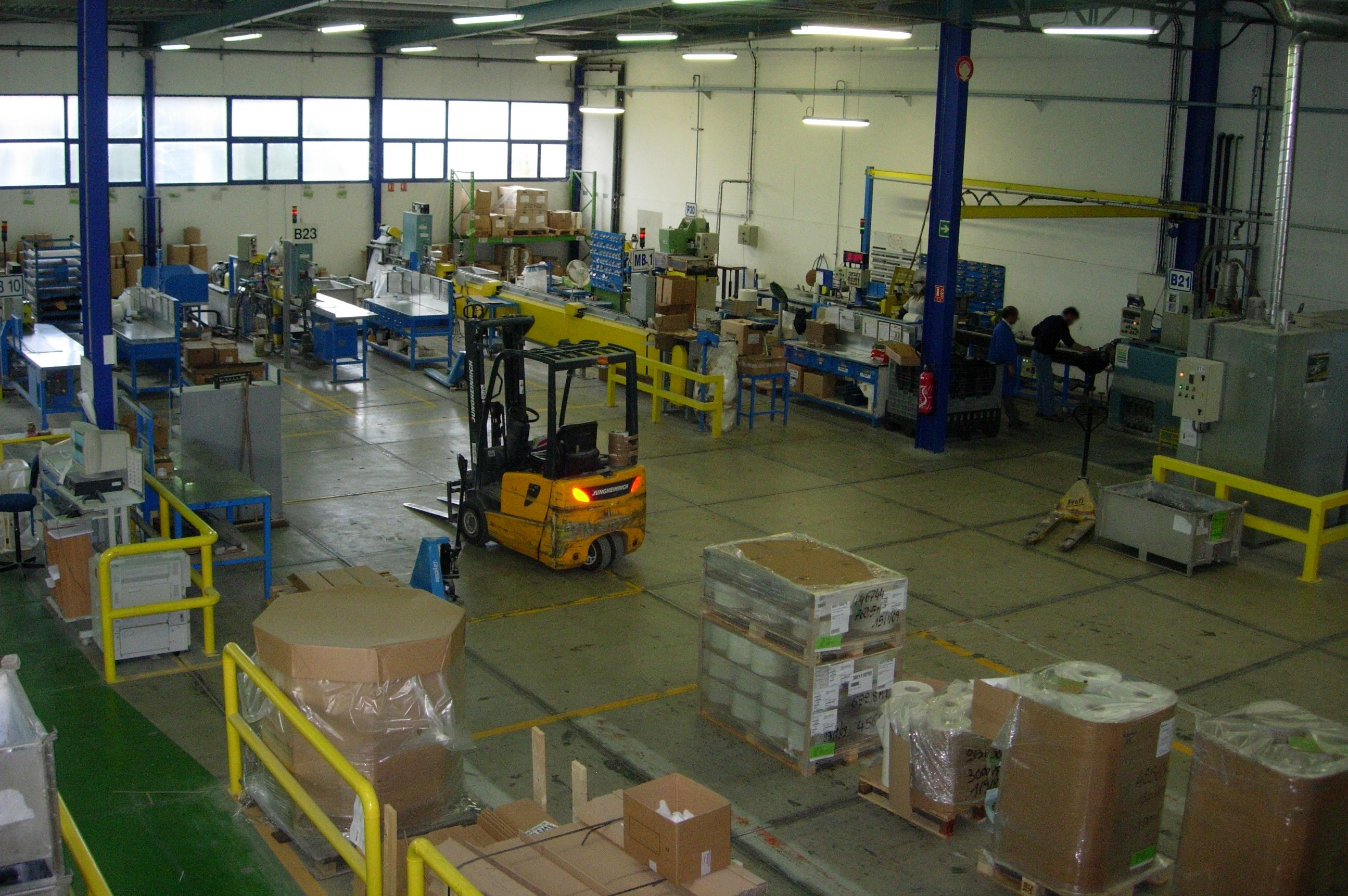
Un octabin contenant des granulés plastiques, dans un atelier de plasturgie.

Un octabin est un conteneur standardisé de grandes dimensions pour stocker par exemple des granulés de plastique, des légumes secs (riz, pois, graines, etc.), des petites pièces (bouchons, flacons…) ou autres produits secs. Il est fait d’un épais carton ondulé, double ou triple cannelure, avec en option un sac plastique polyéthylène interne. Il doit son nom à sa section octogonale qui est aussi la forme de son couvercle. Bin en anglais signifie conteneur, boîte. Généralement sa base mesure de 100 × 100 cm à 120 × 120 cm et sa hauteur varie de 50 à 200 cm. Sa capacité est d’environ 1 000 kg mais les grandes unités peuvent stocker jusqu'à 1 700 kg. Il est utilisé soit en l’inclinant, soit en ouvrant un trou sur le côté, soit par aspiration, soit par gravité grâce à une « chaussette » qu'on fait sortir par-dessous.
C'est un emballage perdu car il est rarement réutilisé, mais totalement recyclable. Il supporte le gerbage (stockage superposé) d'un sur un, si l'humidité ne menace pas la résistance du carton. C'est pour cette raison un emballage réservé au stockage abrité. Avant remplissage, il est livré à plat, la jupe comme les extrémités, comme la plupart des articles produits par les cartonneries.